# Legender
Legender är en självbiografisk roman av August Strindberg författad 1897 och utgiven året därpå.
Boken är en fortsättning på Inferno. Den består av två delar som från början var tänkta att utgöra del 2 och del 3 av Inferno. Den första delen skrevs på franska och utgör den ursprungliga romanen Légends. Den utspelar sig till största delen i Lund där Strindberg vistades 1896–1897. Den andra delen Jakob brottas. Ett fragment skildrar Strindbergs liv i Paris 1897.